# Martainville-Épreville
Martainville-Épreville là một xã thuộc tỉnh Seine-Maritime trong vùng Normandie miền bắc nước Pháp.

## Huy hiệu
| Arms of Martainville-Épreville | The arms of Martainville-Épreville are blazoned: Argent, on a fess azure, 3 bezants [Or]. |

## Dân số
| 1962                                 | 1968 | 1975 | 1982 | 1990 | 1999 | 2006 |
| ------------------------------------ | ---- | ---- | ---- | ---- | ---- | ---- |
| 389                                  | 438  | 515  | 599  | 606  | 611  | 694  |
| Từ năm 1962: Dân số không tính trùng |      |      |      |      |      |      |